# 김혜성 (육상 선수)
김혜성(1993년 3월 9일~)은 조선민주주의인민공화국의 장거리달리기 선수이다. 2015년 세계 육상 선수권 대회 여자 마라톤에 참가해 9위를 기록했다